# Kunětická hora (hrad)
Kunětická hora (německy Kunburg, Kuneberg, Burg Kunietitz) zřícenina hradu z patnáctého století stojící na osamoceném výrazném stejnojmenném vrchu v České tabuli nedaleko Pardubic. Tvoří dominantu Polabí. Hrad je chráněn jako kulturní památka a v roce 2001 byl zapsán na seznam národních kulturních památek. Je ve vlastnictví státu (správu zajišťuje Národní památkový ústav) a je přístupný veřejnosti.

## Pravěké osídlení
Vrchol kopce a jeho okolí byly osídlené již v pravěku. Stopy pravěkého opevnění se nedochovaly, ale na vrcholu bývalo výšinné sídliště, a předpokládá se že i opevněné hradiště již v závěru neolitu. Podobně se zde nacházelo osídlení lužické a slezskoplatěnické kultury v době bronzové a halštatské. Z pozdní doby laténské je na jižním úpatí vrchu doložena výroba rotačních mlýnků, a uvažuje se o soudobém opevnění vrcholové části kopce, ale podle poznatků o laténských fortifikacích je tato možnost považována za nepravděpodobnou.

## Historie
K pojmenování vrchu se vztahuje pověst z kroniky Václava Hájka z Libočan o Křesomyslově dvořanu Kunakovi, který prý horu pojmenoval svým jménem okolo roku 838.
Podle výsledků archeologického výzkumu byl hrad založen na přelomu třináctého a čtrnáctého století. Vzhledem k rozsahu byl zakladatelem pravděpodobně král Václav II. Není však jisté, že byla stavba dokončena, a nejspíše zanikla již na počátku čtrnáctého století.

### Patnácté století

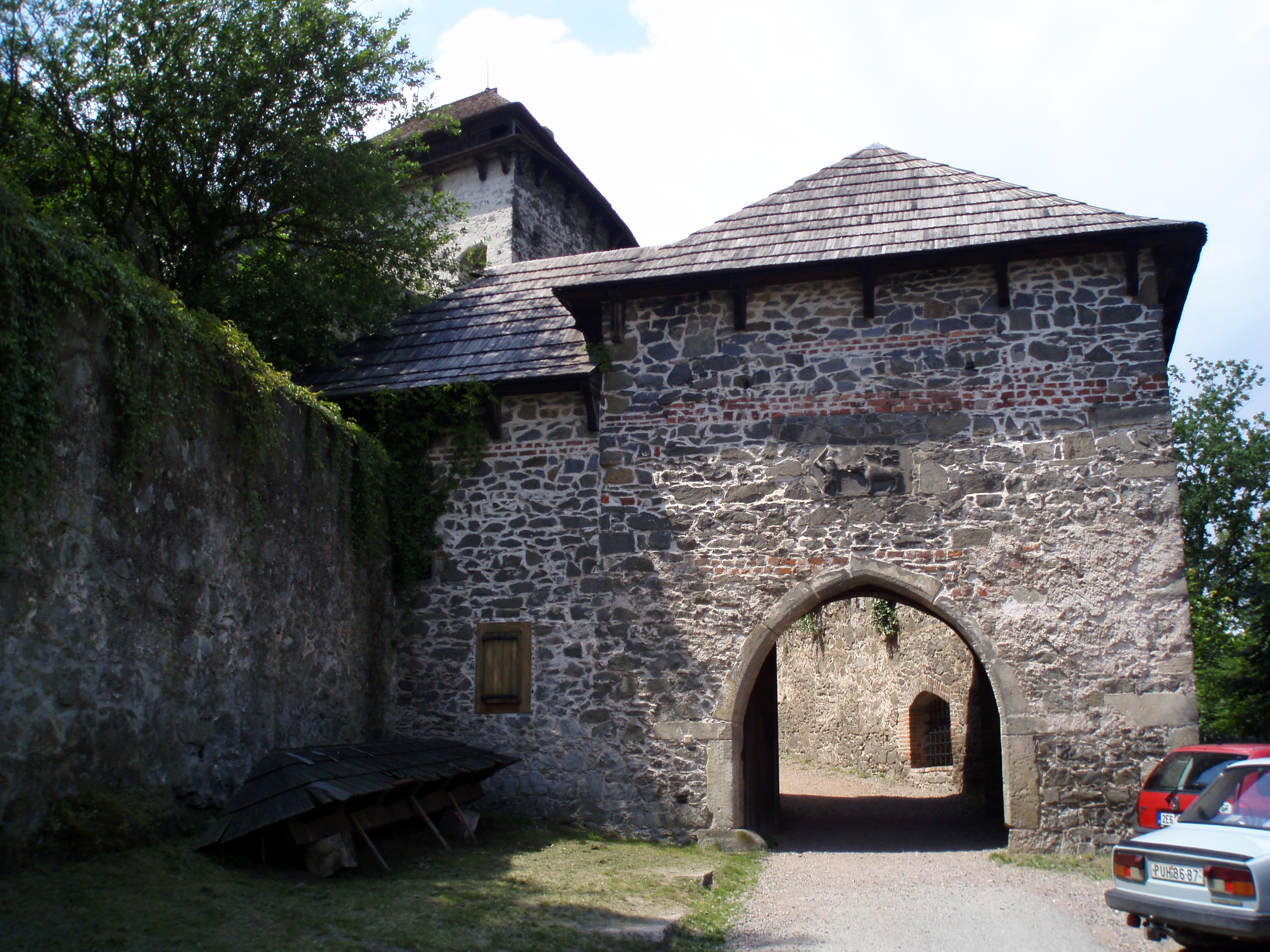
Průčelí páté brány

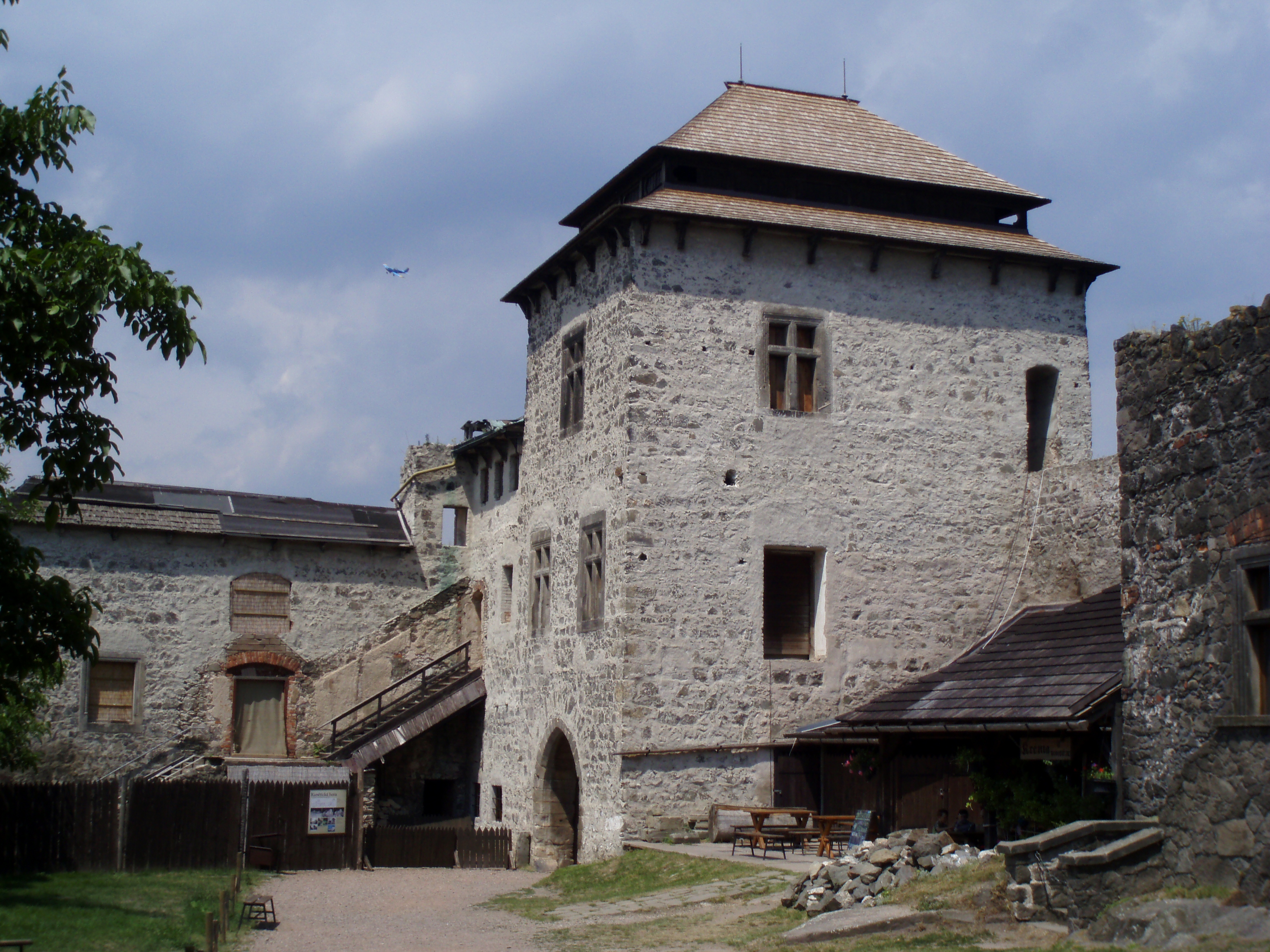
Věž šesté brány

Na počátku husitských válek svolali Aleš Vřešťovský z Rýzmburka, Beneš z Mokrovous a Jiří ze Chvalkovic ke Kunětické hoře tábor lidu. Uskutečnil se 25. června 1420. Kázání vedl kněz Ambrož z Hradce a v noci se shromáždění husité vydali na pochod k Hradci Králové, který vzápětí snadno dobyli. V dubnu 1421 se orebité vedení Divišem Bořkem z Miletínka zmocnili Opatovického kláštera. Diviš Bořek z Miletínka s využitím zřícenin nechal založit nový hrad, ze kterého učinil své sídlo a centrum bývalého klášterního panství. Sám se na hrad uchýlil již v roce 1423 poté, co prohrál střet o Hradec Králové s Janem Žižkou.
Diviš Bořek z Miletínka se přiklonil na stranu umírněných husitů a v roce 1434 stál v čele vítězné panské jednoty v bitvě u Lipan. Za své služby získal Kunětickou horu s rozsáhlým panstvím od císaře Zikmunda do zástavy. Po Divišově smrti v roce 1437 Kunětickou horu krátkou dobu spravoval jeho bratr Jetřich, který hrad předal Divišovu nejstaršímu synovi Soběslavovi. Král Jiří z Poděbrad mu potvrdil vlastnictví hradu až do konce života, ale přestože Soběslav zemřel roku 1468, přenechal hrad králi, který jej v roce 1456 převedl na své syny Viktorína, Jindřicha, Hynka a Bočka. Po smrti krále Jiřího v roce 1471 se synové roku 1472 rozdělili o majetek, a Kunětická hora připadla Jindřichovi. Koncem osmdesátých let patnáctého století se o správu hradu starali purkrabí Duchoň z Rybitví a hejtman Kryštof Návoj ze Starohlivic. Zadlužený kníže v té době již zastavil řadu vesnic z kunětického panství, ale splácet dluhy se mu nedařilo. Když se dluhy staly neudržitelnými, přistoupil k prodeji celého panství za tři tisíce kop grošů. Kupcem se roku 1491 stal Vilém z Pernštejna.

### Šestnácté a sedmnácté století

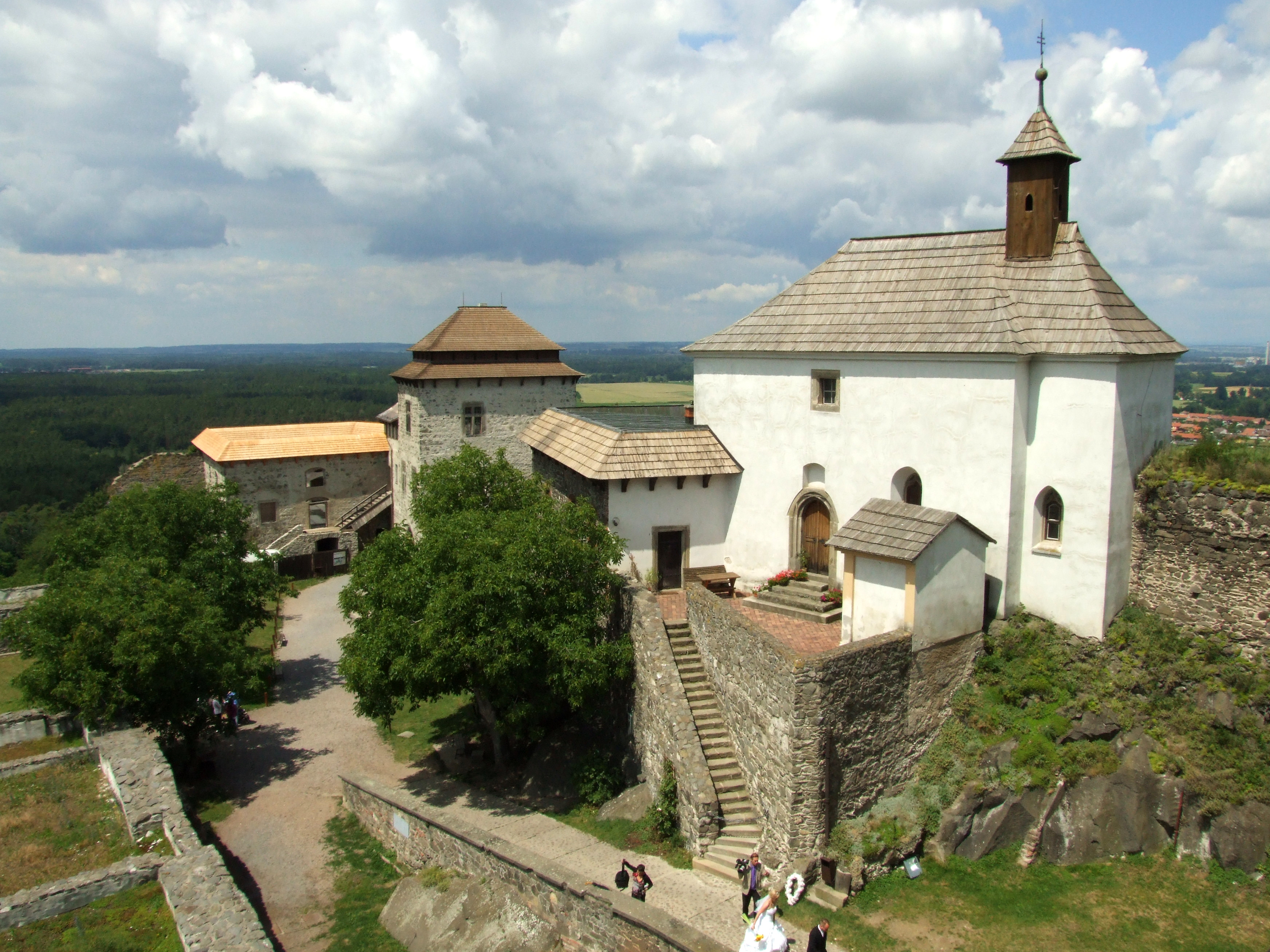
Horní předhradí s kaplí svaté Kateřiny

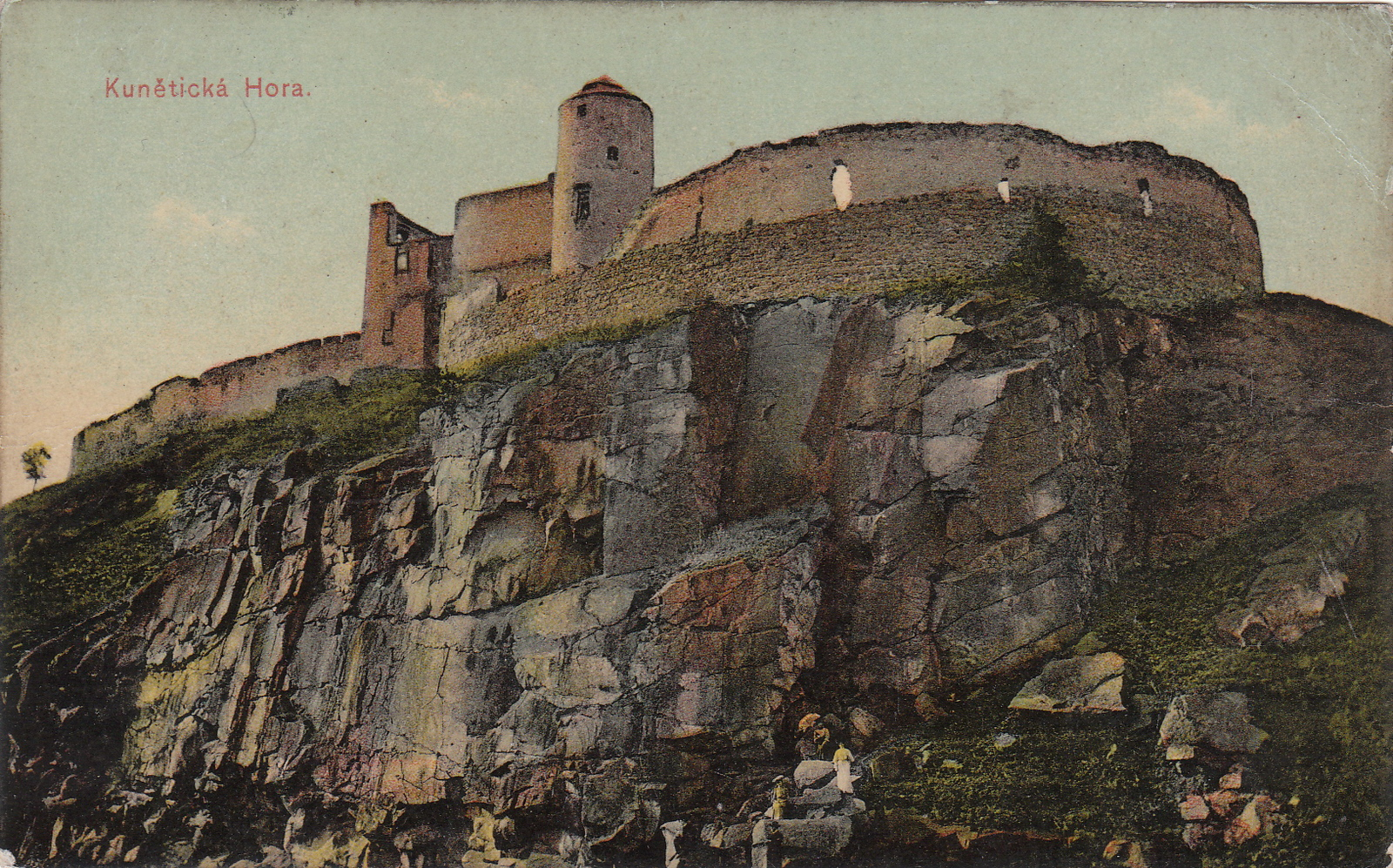
Kunětická hora před obnovou (pohlednice z roku 1911)

Vilém z Pernštejna zahájil rozsáhlou přestavbu, která z hradu učinila reprezentativní rezidenci s kvalitním dělostřeleckým opevněním. První část přestavby byla podle letopočtu nad branou hradního jádra ukončena v roce 1509, ale na hradě se stavělo ještě za Jana z Pernštejna v letech 1521–1548. Úředníkem, který měl na starosti správu hradu s 21 čeledíny, byl od roku 1496 Ctibor z Bukovky. Samotní majitelé sídlili v Pardubicích. Posledním majitelem z rodu Pernštejnů byl Jaroslav z Pernštejna, který na hradě stavěl po požáru, způsobeném zásahem blesku v roce 1556. Zadlužený šlechtic však musel roku 1560 Kunětickou horu i s celým pardubickým panstvím prodat Maxmiliánovi Habsburskému.
S novým majitelem význam hradu naprosto upadl, a po roce 1560 na něm byly prováděny pouze nejnutnější opravy. Podle zpráv z dvacátých let sedmnáctého století byla Čertova věž ve špatném stavu a krovy nad dvorskou světnicí potřebovaly celkovou opravu. Během třicetileté války měl hrad jen velmi slabou posádku, která ho nedokázala efektivně bránit, a proto jej švédský generál Torstenson v roce 1645 snadno dobyl. Zpustošený hrad nebyl obnoven a Bohuslav Balbín jej roku 1681 označil jako pustý. V dalších obdobích docházelo jen k drobným zásahům. Po návštěvě biskupa Jana Františka z Talmberka v roce 1697 byla na náklady české královské komory opravena kaple svaté Kateřiny a někdy v letech 1698–1719 byla postavena kaplička svaté Barbory. Naopak v devatenáctém století část areálu poškodila těžba kamene. Mimo jiné v jejím důsledku zanikla Čertova věž, která stávala na západní straně hradu.

### Dvacáté století
| Rok  | Počet návštěvníků |
| ---- | ----------------- |
| 2015 | 43 548            |
| 2016 | 34 635            |
| 2017 | 40 526            |
| 2018 | 33 755            |
| 2019 | 34 198            |
| 2020 | 21 441            |
| 2021 | 13 307            |
| 2022 | 13 753            |

O opravách hradu se jednalo již od roku 1820, ale po celé devatenácté století hrad chátral a byl poškozován lámáním kamene. Po velkých destrukcích v letech 1884 a 1885 začala nová jednání Klubu českých turistů se svobodným pánem Richardem Draschem z Wartinberka, která se protáhla až do začátku roku 1920, kdy Kunětickou horu koupil pardubický Muzejní spolek. Hned další rok začala rekonstrukce sklípkové klenby ve velké čtvercové síni podle projektu Antonína Žabky. V letech 1923–1928 vypracovali architekti Dušan Jurkovič a Jan Pacl projekt, podle kterého byla opravena část hradu. Jednalo se o úpravu páté a šesté brány, u které vznikla restaurace, zastřešen byl palác, ale řešení horního patra vyhlídkové věže už proběhlo podle jiného projektu.
Po druhé světové válce pokračovala devastace hradu. Na severní straně kopce se plánovala stavba lyžařského skokanského můstku, kvůli které byla roku 1950 poškozena severní bašta, a v letech 1954–1956 byla zničena část hradby mezi první a druhou bránou. V roce 1953 se stal majitelem hradu stát, ale chátrání pokračovalo, a v sedmdesátých letech dvacátého století musely být některé části hradu uzavřeny. Teprve poté proběhly opravy, po kterých byl hrad v roce 1993 znovu zpřístupněn.

## Stavební podoba

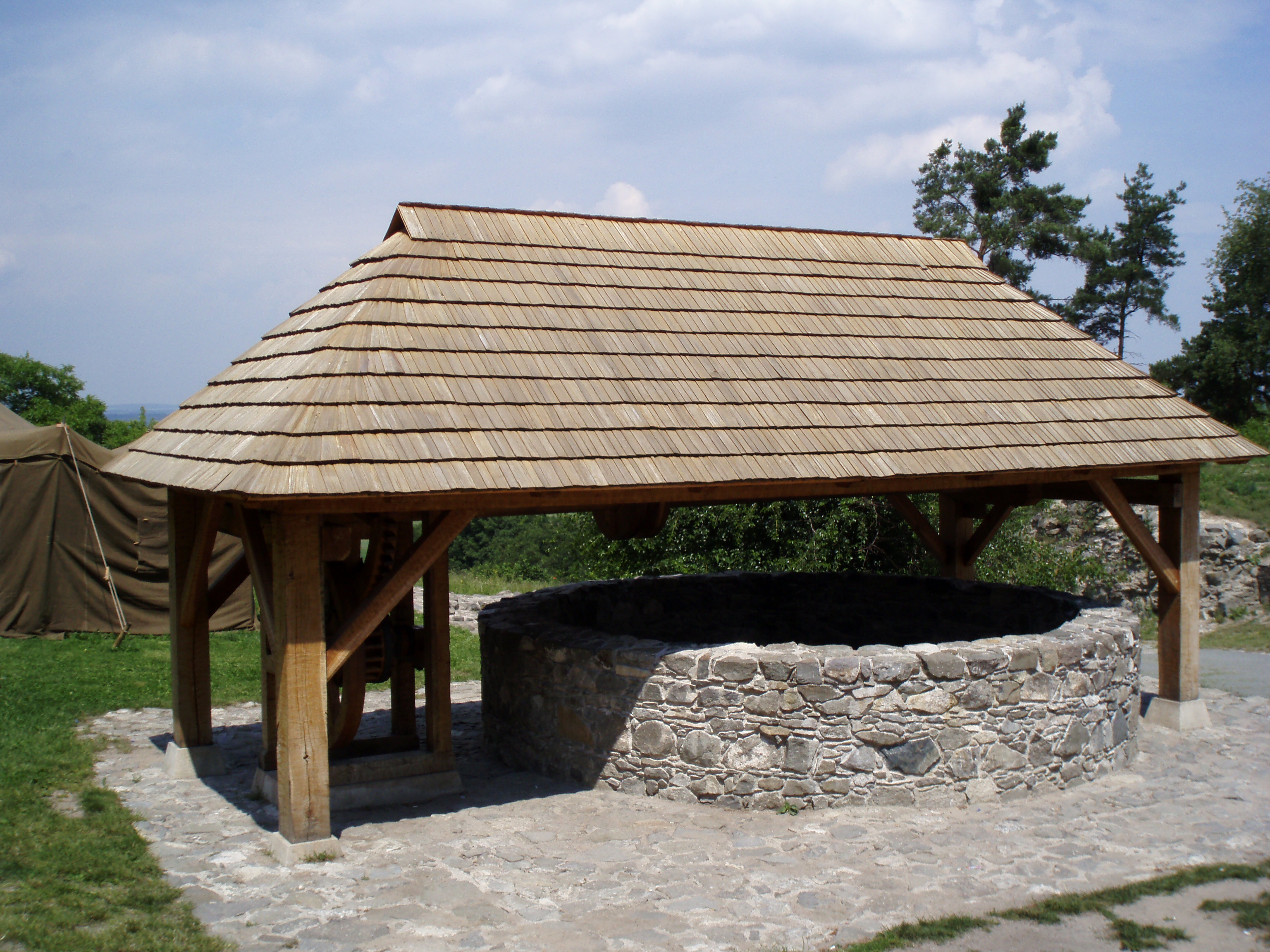
Novodobá úprava studny v dolním předhradí

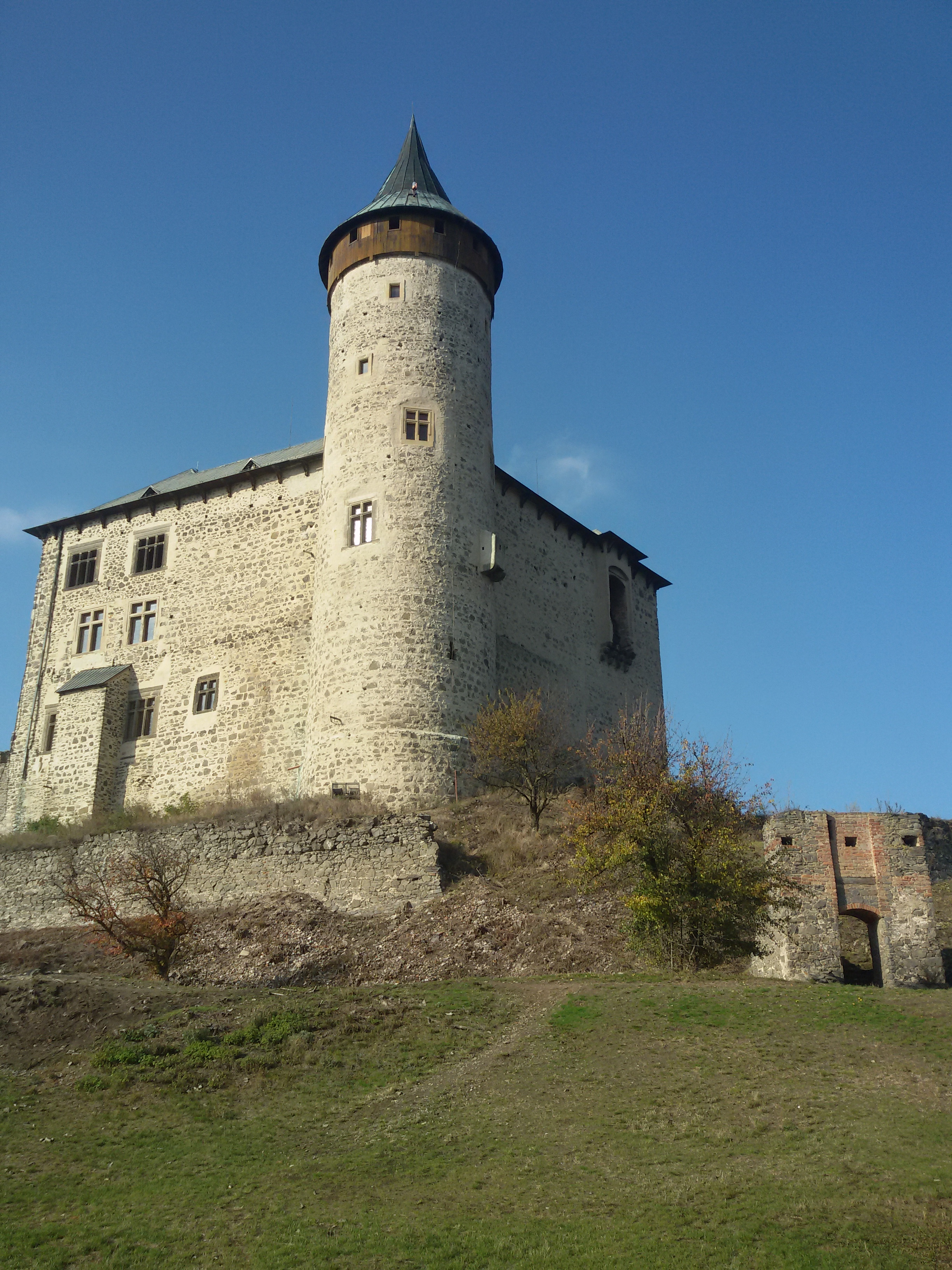
Jihovýchodní nároží hradního jádra

Nejstarší stavební fáze z přelomu třináctého a čtrnáctého století měla pravděpodobně podobu dvouvěžové dispozice, která zaujímala celý vrchol kopce. Areál byl možná rozdělen do dvou částí mohutnou zdí, jejíž zbytky byly odhaleny v suterénu východní části jižní zástavby předhradí. V dochovaném hradním jádře, v místech sálu se sklípkovou klenbou, stávala čtverhranná obytná věž. Druhá, okrouhlá, obytná věž stávala v západní části hradu. Pozůstatkem této první stavební fáze je s výjimkou jihovýchodního nároží také severní a jižní hradba hradního jádra i předhradí.
Skromné jádro novostavby Diviše Bořka z Miletínka se svou podobou blížilo spíše starším tvrzím. Mělo však rozsáhlé předhradí, které mohlo sloužit k ubytování početného vojska. K Divišovým stavbám by mohla patřit věžovitá šestá brána s předsunutým opevněním vybaveným menší branskou věží a snad také zaniklá štíhlá čtverhranná věž známá z kresby Jana Willenberga. Ve skále byl vyhlouben příkop mezi předhradím a jádrem, ale je možné, že existoval už ve starší stavební fázi.
Dochovaná podoba hradního jádra je výsledkem pernštejnské přestavby, při které byl vybudován nový palác s půdorysem písmene L, takže ústřední nádvoří bylo obestavěno ze tří stran. Protilehlé severní a jižní křídlo spojil obloukem podklenutý přechod podél východní hradby. Paláce měly dvě patra, nad kterými se nacházelo ještě obranné hrázděné polopatro. Na okraji příkopu v předhradí vznikla kaple svaté Kateřiny.
Pernštejnové věnovali velkou pozornost opevnění složenému ze dvou hradebních okruhů. Jejich základem se staly tři rondely, jejichž tělesa tvořil zemní násep, který na své koruně nesl hradbu s dělostřeleckými střílnami a hrázděným ochozem pro střelce z ručních palných zbraní. Patu náspu obepínala další hradba se štěrbinovými střílnami. Samotné jádro na severní, východní a jižní straně obklopil široký parkán, jehož hradba byla na severní přístupové straně zdvojená.
Do hradního jádra se vstupovalo systémem sedmi bran. Za první kulisovou bránou začínal koridor k předbraní druhé brány. Ta se nacházela v sousedství severovýchodního rondelu. Podle archeologického výzkumu ji tvořil obdélníkový průjezd s velkým portálem a malou brankou pro pěší. Oba vstupy byly vybavené padacími mosty, které dosedaly k opevněnému předbraní. Před ním býval ještě příkop, přes který vedl most podepřený zděným pilířem a barbakánovitý objekt. Hradbu mezi rondely zpevnily dvě dovnitř otevřené polookrouhlé bašty a drobné čtverhranné věže.
Mezi třetí a čtvrtou bránou se nacházelo první předhradí opevněné hradbou a čtverhrannou věží uprostřed jihovýchodní strany. Nachází se zde studna, u které archeologický výzkum zaznamenal dvě stavební etapy jejího přístřešku. Její původní roubenou konstrukci nahradila při novodobé opravě konstrukce zděná a studna byla po výzkumu zasypána.